# Disphragis
Disphragis é um gênero de traça pertencente à família Arctiidae.